# 川西清兵衛

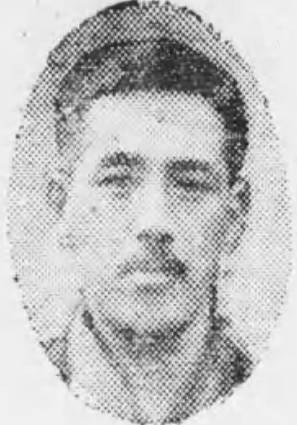
川西清兵衛

川西清兵衛（日语：／ Kawanishi Seibee，1865年9月7日—1947年11月19日）乃日本的實業家，也是川西財閥的創立者；曾經擔任日本羊毛工業會會長、神戶商工會議所會長等職務。

## 生平簡歷
1865年（慶應元年）川西清兵衛生於大阪，1896年（明治29年）和神戶的27位實業家共同創設日本毛織公司，1899年（明治32年）在加古川沿岸建設廠房以生產毛布，戰時因生產軍用毛布迅速累積財富。1907年（明治40年）創設兵庫電氣軌道（山陽電氣鐵道前身），鋪設神戶至明石、姬路之間的電氣軌道。1913年（大正2年）成立日本毛糸紡績會社，並在5年後與日本毛織合併。接連數年間陸續成立昭和毛糸紡績、共立紡紗、山陽皮革、神戶生糸等關係企業，形成「川西財閥」。
1918年（大正7年）加入中島知久平創立的「日本飛機製作所」（中島飛機前身），翌年卻因理念不合而拆夥，1920年另行創設川西機械製作所，旗下的飛機製造部門川西飛機（新明和工業前身）曾製造九七式飛行艇等。

## 親屬
- 長子：川西清司
- 次子：川西龍三

## 內部連結
- 中島飛機
- 川西機械製作所（日语：川西機械製作所）
- 川西飛機（日语：川西航空機）
- 新明和工業